# Joaquín Pertíñez Fernández
Joaquín Pertíñez Fernández OAR (* 22. September 1952 in Monachil) ist ein spanischer Ordensgeistlicher und römisch-katholischer Bischof von Rio Branco in Brasilien.

Wappen von Joaquín Pertíñez Fernández.

## Leben
Joaquín Pertíñez Fernández besuchte die Grundschule in seinem Heimatstadt und das Gymnasium in Granada. Danach studierte er Pädagogik in Granada und schloss sein Studium 1971 mit der Lehramtsprüfung und dem akademischen Grad des „profesor de Educación General Básica“ ab. Im Folgejahr trat er der Ordensgemeinschaft der Augustiner-Rekollekten bei. Am 16. Juli 1978 empfing er die Priesterweihe.
Von 1978 bis 1988 war er in der Ausbildung der Aspiranten seines Ordens tätig. Von 1988 bis 1998 arbeitete er in der Mission in Lábrea im brasilianischen Bundesstaat Amazonas. 1998 wurde er zum Provinzial der Delegatur Costa Rica mit Sitz in Cartago ernannt.
Nur ein Jahr später ernannte Papst Johannes Paul II. ihn am 24. Februar 1999 zum Bischof von Rio Branco. Sein Amtsvorgänger, der inzwischen zum Erzbischof von Porto Velho ernannte Moacyr Grechi OSM, spendete ihm am 30. Mai desselben Jahres die Bischofsweihe; Mitkonsekratoren waren Francisco Javier Hernández Arnedo OAR, Bischof von Tianguá, und Jesús Moraza Ruiz de Azúa OAR, Prälat von Lábrea.

## Wahlspruch
Als Wahlspruch wählte er Ad maiorem dilectionem (lateinisch hin zur größeren Liebe), ein Zitat aus dem Buch De justitia et jure von Domingo de Soto.